# Miguel Ángel Viso Diéguez
Pour les articles homonymes, voir Diéguez.
Viso  Diéguez est un nom espagnol. Le premier nom de famille, en général paternel, est Viso ; le second, en général maternel, souvent omis, est Diéguez.
Miguel Ángel Viso Diéguez, né le 9 octobre 1971, est un homme politique espagnol membre du Parti populaire (PP).
Il est élu député de la circonscription d'Ourense lors des élections générales de décembre 2015.

## Biographie

### Vie privée
Il est marié.

### Profession
Il est ingénieur technique agricole. Il est technicien en prévention des risques salariaux.

### Activités politiques
Il est ingénieur technique à la Junte de Galice.
Le 20 décembre 2015, il est élu député pour Ourense au Congrès des députés et réélu en 2016.